# Asmir Kolašinac
Asmir Kolašinac (né le 15 octobre 1984 à Skopje, en Macédoine) est un athlète serbe, spécialiste du lancer du poids.

## Biographie
Son record en plein air est de 20,50 m tandis que son record en salle, également record national est de 20,64 m. Mesurant 1,85 m pour 103 kg, son club est le AAK Novi Sad.
Il remporte la Coupe d'Europe hivernale des lancers 2010.
Il est finaliste lors des Championnats du monde 2011 à Daegu.

## Vie personnelle
Kolašinac est d'ethnie bosniaque. Ses parents Spaho et Muradija vécurent brièvement à Skopje, mais ils retournèrent à Sjenica dans la région du Sandjak en Serbie. Kolašinac est supporter du Partizan Belgrade. Il étudie actuellement à l'Université des Sports à Sarajevo

## Palmarès
| Date | Compétition                          | Lieu         | Résultat | Marque  |
| ---- | ------------------------------------ | ------------ | -------- | ------- |
| 2010 | Coupe d'Europe hivernale des lancers | Arles        | 1er      | 20,15 m |
| 2010 | Championnats d'Europe                | Barcelone    | 7e       | 19,77 m |
| 2011 | Championnats du monde                | Daegu        | 11e      | 19,84 m |
| 2012 | Coupe d'Europe hivernale des lancers | Bar          | 2e       | 20,50 m |
| 2012 | Championnats d'Europe                | Helsinki     | 3e       | 20,36 m |
| 2012 | Jeux olympiques                      | Londres      | 7e       | 20,71 m |
| 2013 | Championnats d'Europe en salle       | Göteborg     | 1er      | 20,62 m |
| 2013 | Championnats d'Europe par équipes    | Kaunas       | 1re      | 20,37 m |
| 2014 | Championnats d'Europe par équipes    | Riga         | 1re      | 20,15 m |
| 2015 | Championnats d'Europe en salle       | Prague       | 2e       | 20,90 m |
| 2015 | Championnats d'Europe par équipes    | Stara Zagora | 1re      | 20,78 m |
| 2015 | Championnats des Balkans             | Pitești      | 2e       | 20,64 m |
| 2015 | Championnats du monde                | Pékin        | 7e       | 20,71 m |
| 2016 | Championnats des Balkans             | Pitești      | 2e       | 20,02 m |
| 2016 | Championnats d'Europe                | Amsterdam    | 5e       | 20,43 m |
| 2017 | Championnats des Balkans             | Novi Pazar   | 3e       | 19,45 m |
| 2018 | Championnats des Balkans en salle    | Istanbul     | 4e       | 20,06 m |
| 2018 | Championnats du monde en salle       | Birmingham   | 15e      | 19,34 m |
| 2019 | Championnats des Balkans en salle    | Istanbul     | 3e       | 19,66 m |
| 2019 | Championnats d'Europe par équipes    | Skopje       | 1er      | 20,01 m |
| 2022 | Championnats du monde en salle       | Belgrade     | 11e      | 20,64 m |
| 2022 | Jeux méditerranéens                  | Oran         | 2e       | 20,37 m |
| 2022 | Championnats d'Europe                | Munich       | 8e       | 20,15 m |

## Records
| Épreuve         | Épreuve   | Marque  | Lieu     | Date             |
| --------------- | --------- | ------- | -------- | ---------------- |
| Lancer du poids | Plein air | 21,58 m | Belgrade | 27 juin 2015     |
| Lancer du poids | En salle  | 21,06 m | Belgrade | 28 décembre 2019 |